# USS Normandy (CG-60)
El USS Normandy (CG-60), llamado así en honor a la batalla de Normandía, es un crucero de la clase Ticonderoga de la Armada de los Estados Unidos.

## Nombre
Su nombre USS Normandy honra a la batalla de Normandía (Francia) llevada a cabo en 1944 durante la Segunda Guerra Mundial. El crucero es el primer buque de la Armada de los Estados Unidos en llevar este nombre.

## Construcción
Ordenado el 26 de noviembre de 1984 al Ingalls Shipbuilding (Misisipi), su construcción comenzó con la colocación de la quilla el 7 de abril de 1987. El casco fue botado el 19 de marzo de 1988; y el buque entró en servicio el 9 de diciembre de 1989.

## Historial de servicio

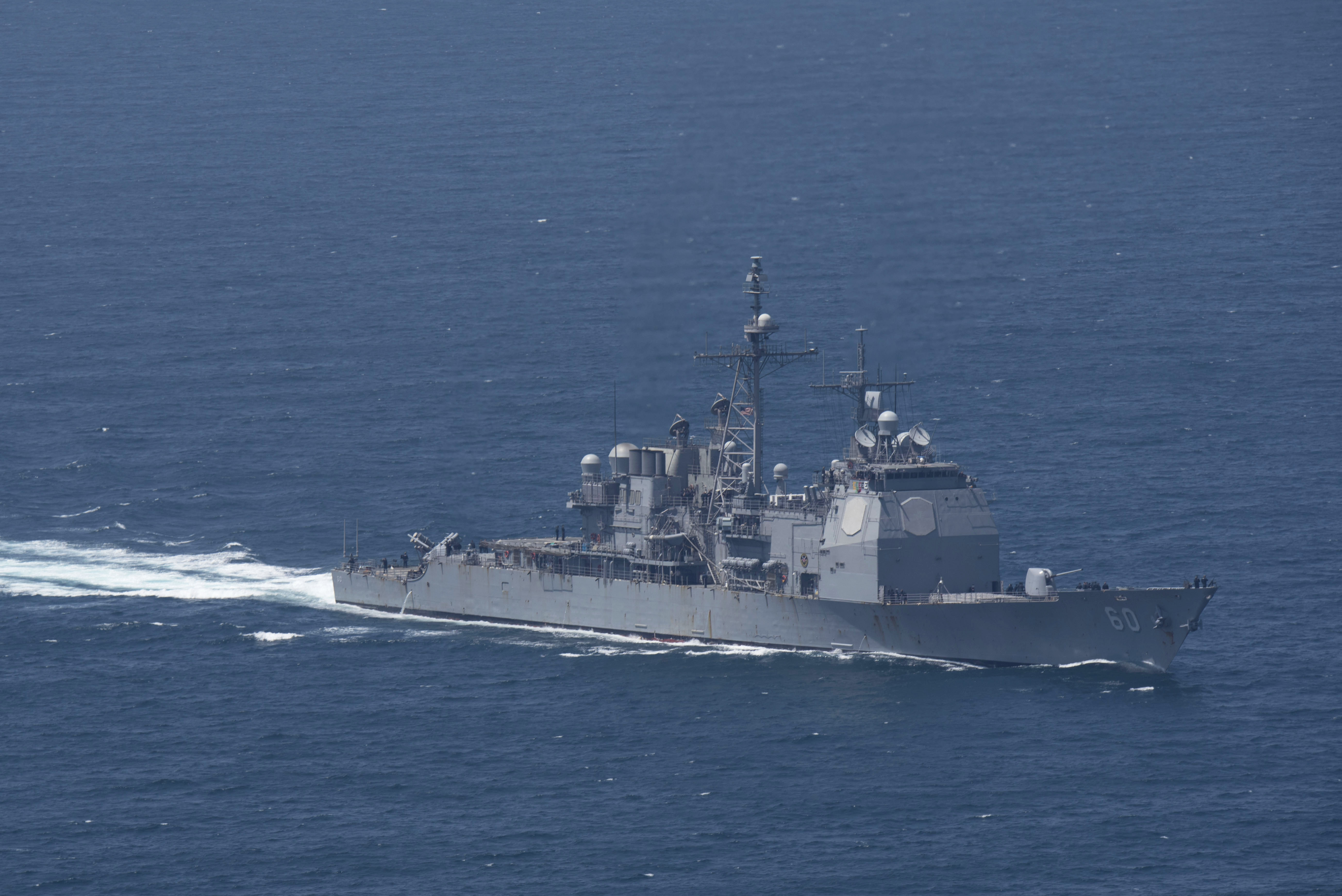
Normandy navegando en el año 2018.

Está asignado en la Flota del Atlántico y su apostadero es la base naval de Norfolk (Virginia).
El 8 de octubre de 2023, el día después del ataque de Hamás a Israel, el secretario de Defensa de Estados Unidos, Lloyd Austin, ordenó al grupo de ataque del portaaviones USS Gerald R. Ford dirigirse hacia el Mediterráneo oriental en respuesta. Junto al portaaviones, el grupo también incluye el crucero Normandy y los destructores Ramage, Carney, Roosevelt y Thomas Hudner.